# هایکانوش یرمیان
هایکانوش گالوستی یرمیان (ارمنی: Հայկանուշ Գալուստի Երեմյան؛ انگلیسی: Haykanush Eremyan؛ ۱۰ مهٔ ۱۹۱۶ – ۲۳ ژانویهٔ ۲۰۰۳) یک بازیگر اهل ارمنستان بود. وی بین سال‌های - تا - میلادی فعالیت می‌کرد.

## زندگی‌نامه
وی در ۱۰ مه ۱۹۱۶ در ایغدیر به دنیا آمد . وی همچنین برندهٔ جوایزی همچون هنرمند مردمی جمهوری ارمنستان شده است. وی در ۲۳ ژانویه ۲۰۰۳ در سن ۸۶ سالگی در ایروان درگذشت.

## گزیده فیلمشناسی
از فیلم‌ها یا برنامه‌های تلویزیونی که وی در آن نقش داشته است می‌توان به ترانه ایام گذشته، باغ سیب اشاره کرد.